# Joseph E. Casey

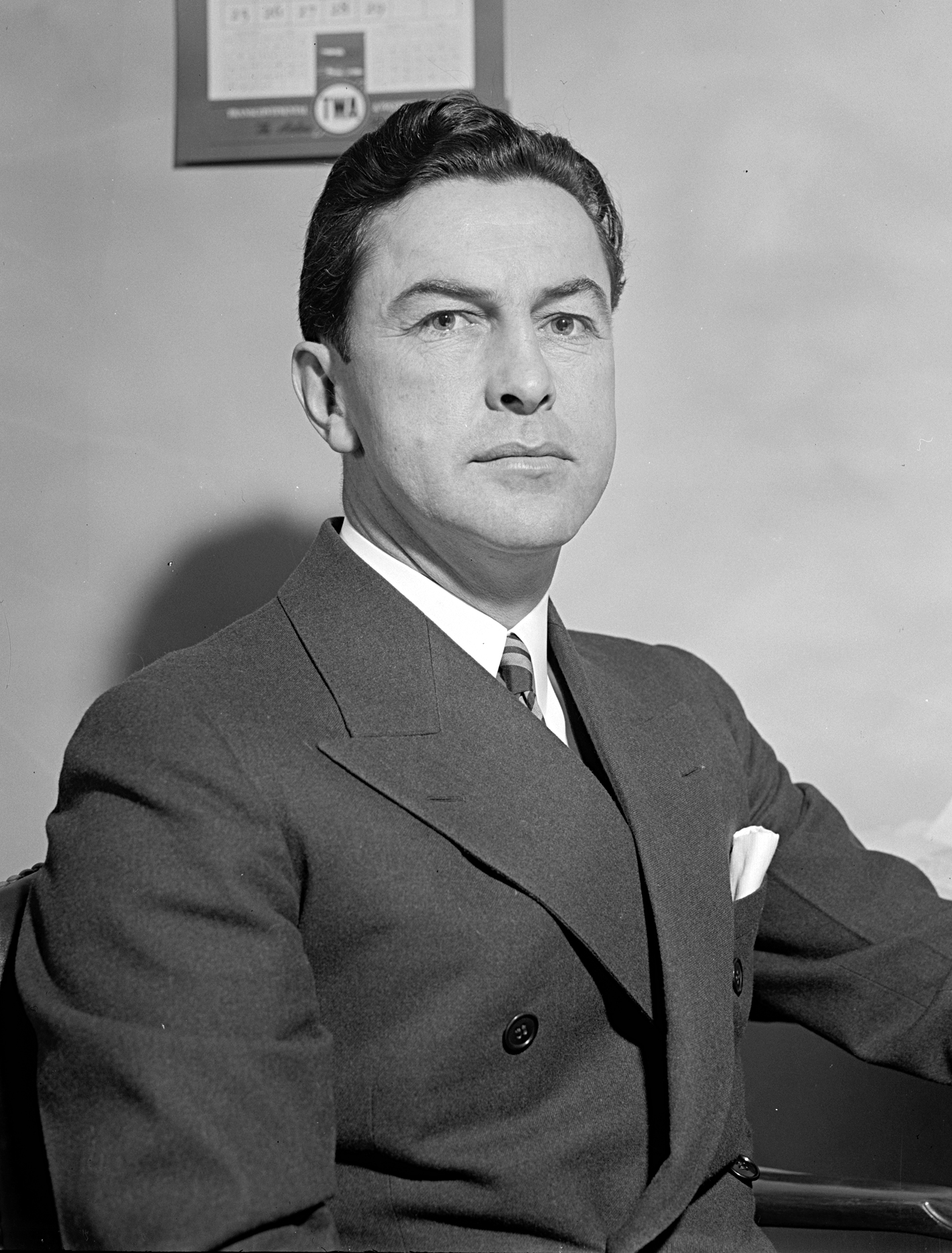
Joseph E. Casey (1940)

Joseph Edward Casey (* 27. Dezember 1898 in Clinton, Worcester County, Massachusetts; † 1. September 1980 in Washington, D.C.) war ein US-amerikanischer Politiker. Zwischen 1935 und 1943 vertrat er den Bundesstaat Massachusetts im US-Repräsentantenhaus.

## Werdegang
Joseph Casey besuchte die öffentlichen Schulen seiner Heimat. Im Jahr 1918 war er im Camp Lee in Virginia Soldat der United States Army. Nach einem anschließenden Jurastudium an der Boston University und seiner 1920 erfolgten Zulassung als Rechtsanwalt begann er in Clinton in diesem Beruf zu arbeiten. Gleichzeitig schlug er als Mitglied der Demokratischen Partei eine politische Laufbahn ein. Zwischen 1924 und 1944 war er mit einer Ausnahme im Jahr 1928 Delegierter zu allen Democratic National Conventions.
Bei den Kongresswahlen des Jahres 1934 wurde Casey im dritten Wahlbezirk von Massachusetts in das US-Repräsentantenhaus in Washington gewählt, wo er am 3. Januar 1935 die Nachfolge von Frank H. Foss antrat. Nach drei Wiederwahlen konnte er bis zum 3. Januar 1943 vier Legislaturperioden im Kongress absolvieren. Bis 1941 wurden dort die meisten der New-Deal-Gesetze der Bundesregierung unter Präsident Franklin D. Roosevelt verabschiedet. Seit 1941 war auch die Arbeit des Kongresses von den Ereignissen des Zweiten Weltkrieges geprägt. Im Jahr 1942 verzichtete Casey auf eine erneute Kandidatur. Stattdessen bewarb er sich um einen Sitz im US-Senat, unterlag aber dem Republikaner Henry Cabot Lodge.
Nach dem Ende seiner Zeit im US-Repräsentantenhaus praktizierte Joseph Casey als Anwalt in Boston und Washington. Er starb am 1. September 1980 in der Bundeshauptstadt und wurde auf dem Nationalfriedhof Arlington beigesetzt.